# Notomys aquilo
Il topo saltatore settentrionale (Notomys aquilo  Thomas, 1921) è un roditore della famiglia dei Muridi diffuso in Australia.

## Descrizione
Roditore di piccole dimensioni, con la lunghezza della testa e del corpo tra 100 e 115 mm, la lunghezza della coda tra 140 e 175 mm, la lunghezza del piede tra 34 e 40 mm, la lunghezza delle orecchie tra 18 e 22 mm e un peso fino a 50 g.

Le parti superiori sono marrone chiaro. Le parti inferiori sono bianche. I piedi sono lunghi, sottili e privi di pigmento. Le orecchie sono più corte rispetto alle altre specie di Notomys. La coda è più lunga della testa e del corpo ed è uniformemente color sabbia. Ci sono 11 anelli di scaglie per centimetro. Entrambi i sessi hanno una piccola sacca golare.

## Biologia

### Comportamento
È una specie terricola adattata al salto. Costruisce sistemi di cunicoli nella sabbia, chiudendo l'entrata dopo essersi rifugiato all'interno.

### Riproduzione
Le femmine danno alla luce fino a 5 piccoli alla volta, dopo una gestazione di circa 7 settimane.

## Distribuzione e habitat
Questa specie è diffusa nelle aree costiere della parte nord-orientale del Territorio del Nord e sull'isola di Groote Eylandt. Il primo esemplare è stato catturato nella penisola di Capo York nel 1867 ma non vi è stato più osservato da allora.
Vive in aree sabbiose, dune, brughiere costiere e arbusteti.

## Tassonomia
Sono state riconosciute 2 sottospecie:
- N.a.aquilo: Territorio del Nord nord-orientale;
- N.a.carpentarius (Johnson, 1959): Groote Eylandt.

## Conservazione
La IUCN Red List, considerato l'areale limitato e il continuo declino nella qualità del proprio habitat, classifica N.aquilo come specie in pericolo (EN).